# Simon Crafar
Simon Crafar (Waiouru, 15 gennaio 1969) è un pilota motociclistico neozelandese ritiratosi dall'attività agonistica.

## Carriera
Ha corso diverse stagioni con Kawasaki e Honda nel campionato mondiale Superbike e con Yamaha e Suzuki nel motomondiale classe 500, oltre ad un'esperienza con la MuZ Weber nel 1999.
Le sue prime apparizioni nel motomondiale risalgono alla stagione 1993 iniziata in classe 500 con una Harris Yamaha e conclusa poi in classe 250 a bordo di una Suzuki. Dopo questa stagione ritorna per alcuni anni al mondiale Superbike.
Il 1998 è stato il suo anno migliore nel motomondiale, con la Yamaha YZR 500 del team Red Bull Yamaha WCM ha ottenuto la sua prima vittoria a Donington Park, battendo Michael Doohan di quasi 12 secondi. Segnando l'ultima vittoria ottenuta da un pilota gommato Dunlop in classe 500 sull'asciutto.
Nello stesso campionato ha ottenuto anche un terzo posto in Olanda ed un secondo in Australia, concludendo la stagione al 7º posto finale.
Gareggia nella classe regina del motomondiale anche nella stagione 1999 ma senza ottenere risultati di particolare rilievo.
Nel 2000 da segnalare anche le sue ultime apparizioni nel mondiale Superbike ed ancora nel 2002 ha gareggiato nel British Superbike Championship giungendo all'ottavo posto in classifica.

## Dopo il ritiro
Dopo il suo ritiro dalle corse su strada e fino al 2009, Crafar ha continuato a gareggiare nell'Extreme Enduro (in competizioni come Red Bull Romaniacs). Un incidente stradale pose fine a questa esperienza.
Dal 2006 inoltre ha partecipato nella preparazione alla guida sportiva di piloti su circuito fino ad arrivare ad essere scelto come istruttore ufficiale della European Junior Cup. Sempre nell'ottica di insegnamento volto a migliorare le proprie prestazioni in pista a fine 2011 ha pubblicato una serie di libri e DVD a tema. Nel 2018 Crafar ha assunto il nuovo ruolo di reporter di pitlane per Dorna coprendo tutte le gare di MotoGP, Moto2 e Moto3 in diretta mondiale.

## Risultati in gara

### Campionato mondiale Superbike
| 1989 | Moto           |  |  |  |  |  |  |  |  |  |  |  |  |    |     |  |  |  |  |  |  |    |    |  |  |  |  | Punti | Pos. |
| ---- | -------------- |  |  |  |  |  |  |  |  |  |  |  |  | -- | --- |  |  |  |  |  |  | -- | -- |  |  |  |  | ----- | ---- |
| 1989 | Honda e Yamaha |  |  |  |  |  |  |  |  |  |  |  |  | 25 | Rit |  |  |  |  |  |  | 10 | 10 |  |  |  |  | 12    | 45º  |

| 1990 | Moto   |  |  |  |  |  |  |  |  |  |  |  |  |  |  |  |  |  |  |  |  |    |    |  |  |  |  | Punti | Pos. |
| ---- | ------ |  |  |  |  |  |  |  |  |  |  |  |  |  |  |  |  |  |  |  |  | -- | -- |  |  |  |  | ----- | ---- |
| 1990 | Yamaha |  |  |  |  |  |  |  |  |  |  |  |  |  |  |  |  |  |  |  |  | 13 | 13 |  |  |  |  | 6     | 57º  |

| 1991 | Moto   |  |  |  |  |  |  |  |  |  |  |  |  |  |  |  |  |    |   |  |  |  |  |  |  |  |  | Punti | Pos. |
| ---- | ------ |  |  |  |  |  |  |  |  |  |  |  |  |  |  |  |  | -- | - |  |  |  |  |  |  |  |  | ----- | ---- |
| 1991 | Yamaha |  |  |  |  |  |  |  |  |  |  |  |  |  |  |  |  | 16 | 8 |  |  |  |  |  |  |  |  | 8     | 60º  |

| 1992 | Moto  |  |  |    |    |  |  |    |    |  |  |    |    |  |  |  |  |  |  |    |     |     |    |  |  |  |  | Punti | Pos. |
| ---- | ----- |  |  | -- | -- |  |  | -- | -- |  |  | -- | -- |  |  |  |  |  |  | -- | --- | --- | -- |  |  |  |  | ----- | ---- |
| 1992 | Honda |  |  | 18 | 20 |  |  | 15 | 16 |  |  | 10 | 11 |  |  |  |  |  |  | 18 | Rit | Rit | NP |  |  |  |  | 12    | 39º  |

| 1993 | Moto   |  |  |     |    |   |   |  |  |  |  |  |  |  |  |  |  |  |  |  |  |  |  |  |  |   |     | Punti | Pos. |
| ---- | ------ |  |  | --- | -- | - | - |  |  |  |  |  |  |  |  |  |  |  |  |  |  |  |  |  |  | - | --- | ----- | ---- |
| 1993 | Ducati |  |  | Rit | 10 | 8 | 8 |  |  |  |  |  |  |  |  |  |  |  |  |  |  |  |  |  |  | 6 | Rit | 32    | 21º  |

| 1994 | Moto  |   |   |   |     |   |    |   |    |   |   |   |    |     |    |   |   |   |   |   |    |    |   |  |  |  |  | Punti | Pos. |
| ---- | ----- | - | - | - | --- | - | -- | - | -- | - | - | - | -- | --- | -- | - | - | - | - | - | -- | -- | - |  |  |  |  | ----- | ---- |
| 1994 | Honda | 6 | 5 | 7 | Rit | 7 | 11 | 8 | 14 | 6 | 6 | 5 | 10 | Rit | 14 | 7 | 7 | 9 | 9 | 5 | 15 | 10 | 6 |  |  |  |  | 153   | 5º   |

| 1995 | Moto  |   |   |   |    |   |   |   |   |    |    |    |   |   |   |    |    |    |    |   |     |    |   |   |   |  |  | Punti | Pos. |
| ---- | ----- | - | - | - | -- | - | - | - | - | -- | -- | -- | - | - | - | -- | -- | -- | -- | - | --- | -- | - | - | - |  |  | ----- | ---- |
| 1995 | Honda | 9 | 6 | 9 | 10 | 8 | 6 | 4 | 7 | 11 | 10 | 14 | 9 | 6 | 6 | 10 | 10 | 10 | 15 | 2 | Rit | 22 | 5 | 3 | 5 |  |  | 187   | 6º   |

| 1996 | Moto     |   |   |   |     |   |   |   |     |    |   |   |   |   |     |    |    |     |    |   |   |   |   |     |    |  |  | Punti | Pos. |
| ---- | -------- | - | - | - | --- | - | - | - | --- | -- | - | - | - | - | --- | -- | -- | --- | -- | - | - | - | - | --- | -- |  |  | ----- | ---- |
| 1996 | Kawasaki | 4 | 4 | 2 | Rit | 4 | 4 | 9 | Rit | 10 | 9 | 7 | 5 | 9 | Rit | 12 | 11 | Rit | 11 | 8 | 8 | 4 | 4 | Rit | 11 |  |  | 180   | 7º   |

| 1997 | Moto     |   |   |   |   |   |   |     |   |   |   |   |     |     |   |   |     |   |   |   |   |   |   |     |     |  |  | Punti | Pos. |
| ---- | -------- | - | - | - | - | - | - | --- | - | - | - | - | --- | --- | - | - | --- | - | - | - | - | - | - | --- | --- |  |  | ----- | ---- |
| 1997 | Kawasaki | 3 | 3 | 5 | 7 | 3 | 4 | Rit | 6 | 4 | 7 | 4 | Rit | Rit | 7 | 6 | Rit | 9 | 6 | 3 | 2 | 3 | 2 | Rit | Rit |  |  | 234   | 5º   |

| 2000 | Moto             |    |    |     |   |  |  |  |  |  |  |    |    |  |  |  |  |  |  |  |  |  |  |  |  |  |  | Punti | Pos. |
| ---- | ---------------- | -- | -- | --- | - |  |  |  |  |  |  | -- | -- |  |  |  |  |  |  |  |  |  |  |  |  |  |  | ----- | ---- |
| 2000 | Honda e Kawasaki | 14 | 13 | Rit | 8 |  |  |  |  |  |  | 11 | 14 |  |  |  |  |  |  |  |  |  |  |  |  |  |  | 20    | 30º  |

| Legenda | 1º posto        | 2º posto            | 3º posto           | A punti      | Senza punti        | Grassetto – Pole position Corsivo – Giro più veloce |
| Legenda | Gara non valida | Non qual./Non part. | Ritirato/Non class | Squalificato | '-' Dato non disp. | Grassetto – Pole position Corsivo – Giro più veloce |

### Motomondiale

#### Classe 250
| 1993 | Classe | Moto   |  |  |  |  |  |  |  |    |    |     |    |    |     |     |  | Punti | Pos. |
| ---- | ------ | ------ |  |  |  |  |  |  |  | -- | -- | --- | -- | -- | --- | --- |  | ----- | ---- |
| 1993 | 250    | Suzuki |  |  |  |  |  |  |  | 10 | 13 | Rit | 13 | 11 | Rit | Rit |  | 17    | 21º  |

| Legenda | 1º posto        | 2º posto            | 3º posto            | A punti      | Senza punti        | Grassetto – Pole position Corsivo – Giro più veloce |
| Legenda | Gara non valida | Non qual./Non part. | Ritirato/Non class. | Squalificato | '-' Dato non disp. | Grassetto – Pole position Corsivo – Giro più veloce |

#### Classe 500
| 1993 | Classe | Moto          |  |  |  |     |    |     |   |     |  |  |  |  |  |  |  |  | Punti | Pos. |
| ---- | ------ | ------------- |  |  |  | --- | -- | --- | - | --- |  |  |  |  |  |  |  |  | ----- | ---- |
| 1993 | 500    | Harris Yamaha |  |  |  | Rit | 18 | Rit | 9 | Rit |  |  |  |  |  |  |  |  | 7     | 25º  |

| 1998 | Classe | Moto   |   |     |    |   |   |   |   |   |     |    |    |   |   |    |  |  | Punti | Pos. |
| ---- | ------ | ------ | - | --- | -- | - | - | - | - | - | --- | -- | -- | - | - | -- |  |  | ----- | ---- |
| 1998 | 500    | Yamaha | 9 | Rit | 13 | 7 | 9 | 8 | 3 | 1 | Rit | 11 | 11 | 5 | 2 | 13 |  |  | 119   | 7º   |

| 1999 | Classe | Moto         |    |     |    |    |    |    |  |    |  |  |  |  |  |  |  |  | Punti | Pos. |
| ---- | ------ | ------------ | -- | --- | -- | -- | -- | -- |  | -- |  |  |  |  |  |  |  |  | ----- | ---- |
| 1999 | 500    | Yamaha e MuZ | 14 | Rit | 14 | 11 | 12 | NQ |  | 10 |  |  |  |  |  |  |  |  | 19    | 18º  |

| Legenda | 1º posto        | 2º posto            | 3º posto            | A punti      | Senza punti        | Grassetto – Pole position Corsivo – Giro più veloce |
| Legenda | Gara non valida | Non qual./Non part. | Ritirato/Non class. | Squalificato | '-' Dato non disp. | Grassetto – Pole position Corsivo – Giro più veloce |